# بريستول بلينهايم
بريستول بلينهايم  (بالإنجليزية: Bristol Blenheim)‏ هي طائرة مقاتلة بمحركين أنتجت في بريطانيا. من صناعة شركة طائرات بريستول. كانت تستخدم بشكل أساسي من قبل سلاح الجو الملكي. كان أول طيران لها في 12 أبريل 1935. انتهت خدمتها في 1944. صنع منها 4,422 طائرة.

## المستخدمون
- سلاح الجو الملكي
- سلاح الجو الملكي الكندي
- القوات الجوية الفنلندية